# Farol de Santa Clara
O Farol de Santa Clara é um público farol português localizado na restinga de Ponta Delgada a cerca de 800 metros a oeste da frente marítima da cidade de Ponta Delgada, na freguesia de Santa Clara, Ilha de São Miguel, Açores.
Lanterna vermelha numa torre quadrangular com estrutura em treliça de ferro, sobre uma base também quadrangular em betão.

## História
Este farol tinha estado instalado, desde 1886 até finais da década de 1930 ou início da década de 1940, na torre de Belém em Lisboa, herdando a sua  lanterna as formas das guaritas manuelinas.
Em dezembro de 1942, após o derrube do farol da cabeça do molhe do porto de Ponta Delgada, devido a forte temporal, foi então decidido instalar um novo farol em terra firme, tendo sido escolhido um local próximo da restinga de Ponta Delgada (que deu nome à cidade), em Santa Clara. Coube à Junta Autónoma dos Portos de Ponta Delgada, então dirigida pelo Engº. Abel Coutinho e com a direcção técnica do Agente Técnico Carlos Horta a sua montagem e instalação, tendo sido inaugurado em 15 de junho de 1945.

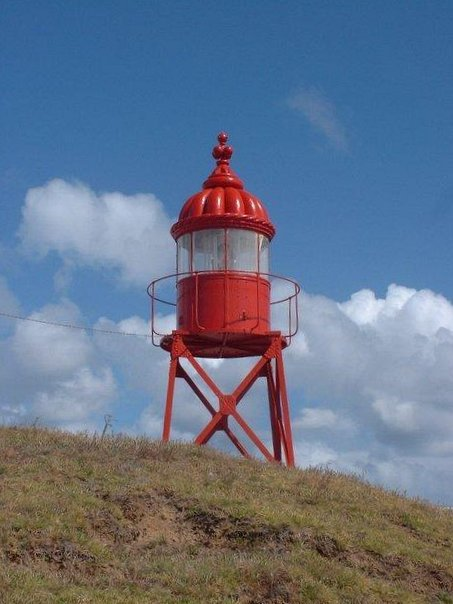
Vista ao longe.
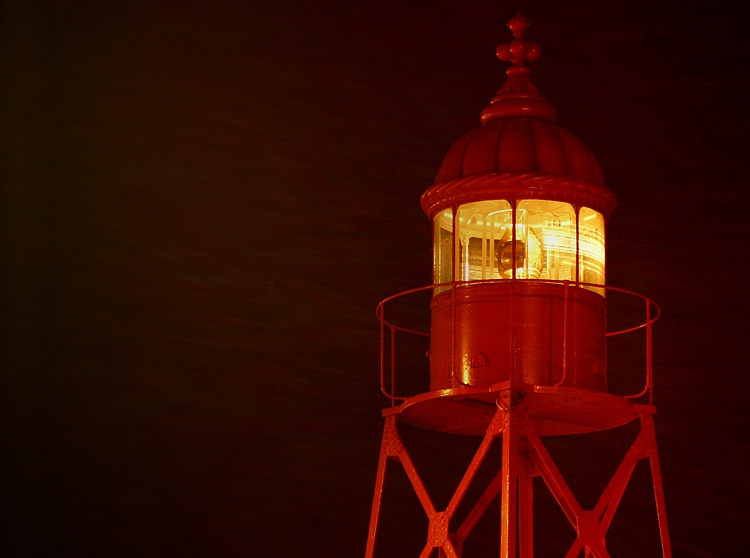
Vista noturna.
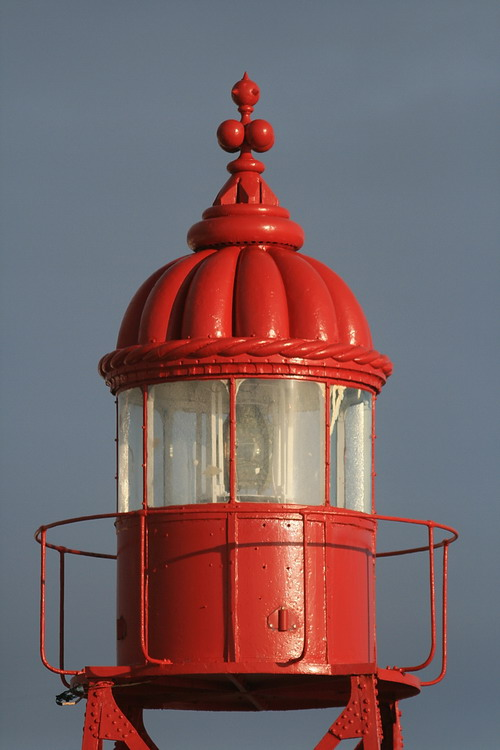
Lanterna.
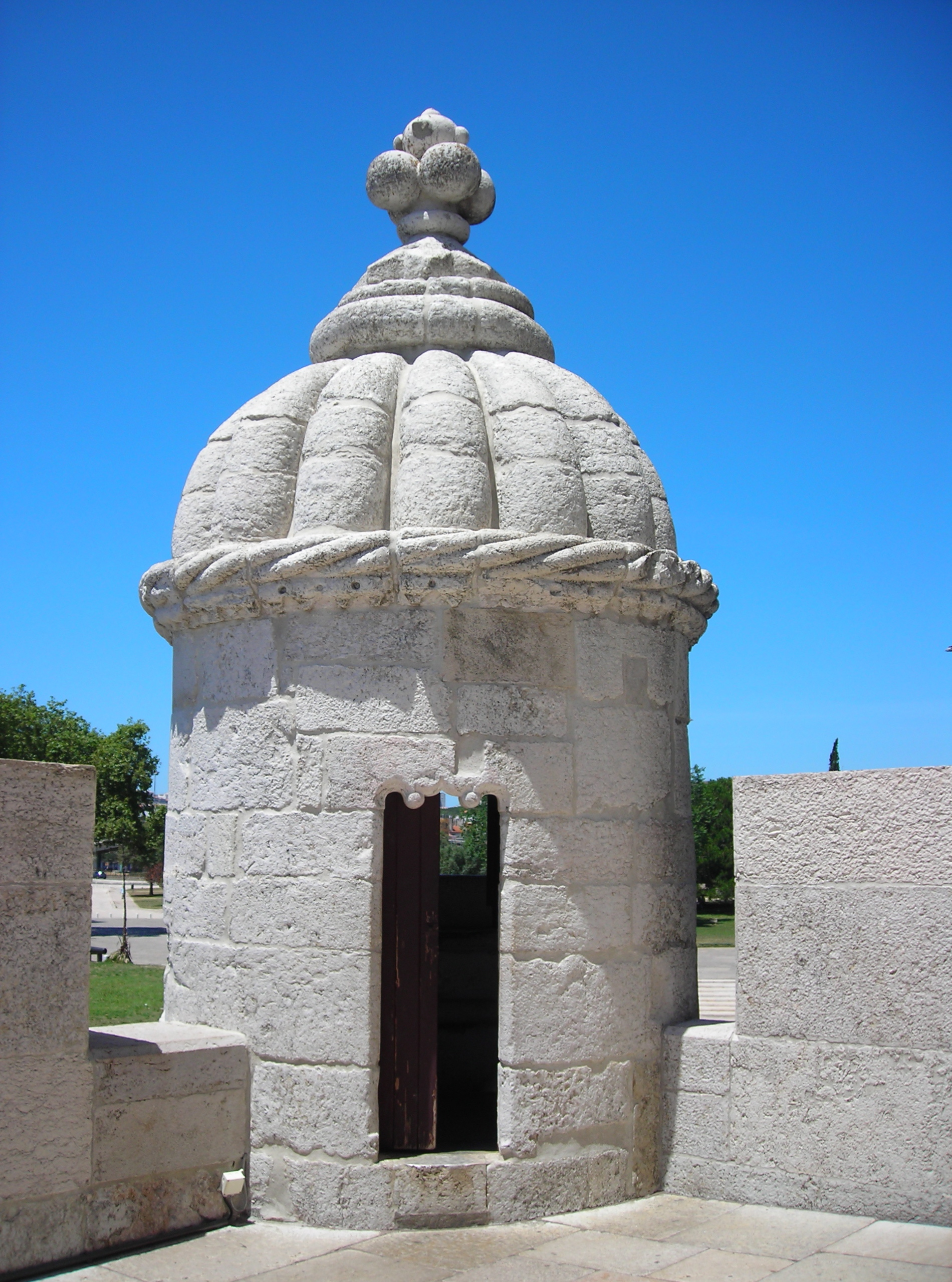
Guarita da Torre de Belém, Lisboa.

## Características
Emite um relâmpago longo com a duração de 2s e um eclipse de 3s. Visível entre os azimutes 282°-102°, com um sector vísivel de 180°.